# By the Aid of a Lariat
By the Aid of a Lariat è un cortometraggio muto del 1911 diretto da Kenean Buel.

## Produzione
Il film fu prodotto dalla Kalem Company.

## Distribuzione
Distribuito dalla General Film Company, il film - un cortometraggio in una bobina - uscì nelle sale cinematografiche USA il 21 luglio 1911. Copia del film viene conservato negli archivi del National Film and Television Archive a Londra.

### La critica
Una storia emozionante di indiani e cow boy, con una trama inconsistente, ma che presenta una situazione originale e molto ben costruita. Racconta di una famiglia di pionieri che, durante una sosta, manda la figlia a prendere l'acqua. La ragazza viene attaccata dagli indiani, ma è salvata dall'intervento di un cow boy che, con un lazo, riesce a sfuggire ai pellerossa tendendo una corda su un canyon. (...) Naturalmente, il premio per il cow boy sarà la ragazza: in alcune scene, le riprese del canyon hanno una buona profondità, in altre la fotografia è meno buona. Alcuni dettagli sono piuttosto confusi: i carri degli emigranti suggeriscono che la vicenda si svolga in un certo periodo storico, ma almeno uno degli indiani è armato di fucile a ripetizione e la ragazza indossa una gonna.